# دم‌پارویی پرویی
دم‌پارویی پرویی (نام علمی: Ocreatus peruanus) گونه‌ای از مرغ مگس در تیرهٔ «درخشان‌ها»، تبار خورشیدرخشات‌تباران و زیرتیرهٔ خورشیدیان است که در اکوادور و پرو یافت می‌شود.